# خندق ضد تانک

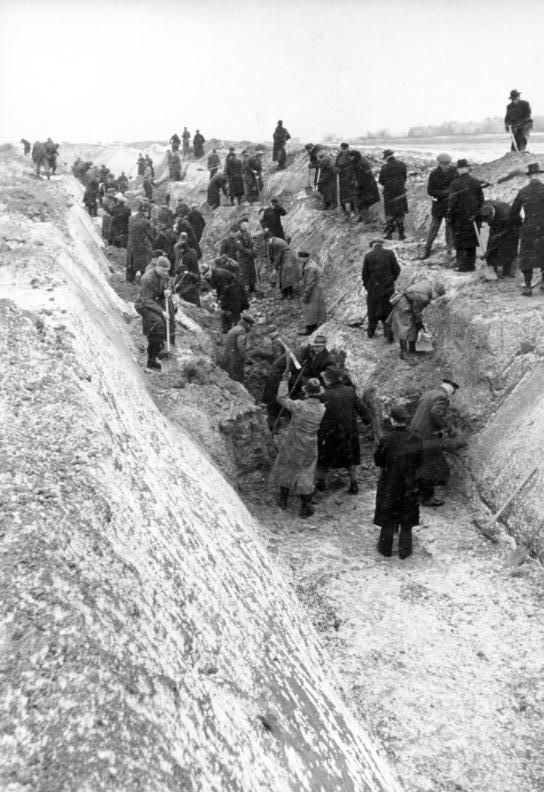
مردانی از شبه‌نظامیان فولکس‌شتورم در حال کندن خندق ضد تانک در طول نبرد برلین در حومه شهر (فوریه ۱۹۴۵)

خندق ضد تانک (انگلیسی: Anti-tank trench) یا ترانشه ضد تانک خندق‌هایی هستند که در داخل و اطراف مواضع مستحکم حفر می‌شوند تا از پیشروی تانک‌های دشمن جلوگیری کنند. خندق‌های ضد تانک برای اولین بار در جنگ جهانی اول توسط آلمان در تلاش برای محافظت از سنگرهای خود در برابر تانک‌های تازه توسعه یافته بریتانیایی و فرانسوی مورد استفاده قرار گرفتند. یک خندق ضد تانک باید به اندازه کافی عریض و عمیق باشد تا از عبور تانک جلوگیری کند. ارتش‌ها به پنهان کردن و تغییر چهره خندق‌های ضد تانک معروف هستند تا خندق بتواند تانک دشمن را از کار بیندازد.
می‌توان از خندق‌های ضد تانک با استفاده از پل‌هایی که توسط وسایل نقلیه زرهی گذاشته شده‌اند یا روی آنها ساخته شده‌اند، عبور کرد. همچنین می‌توان از آنها با تخریب هر طرف، بوسیله مواد منفجره، با ایجاد شیب‌هایی عبور کرد یا با تجهیزات جابجایی خاک پر کرد.
طبق گفته نیروی زمینی ایالات متحده آمریکا، روش‌های مختلفی وجود دارد که مهندسان رزمی می‌توانند با آنها یک خندق ضد تانک در میدان نبرد حفر کنند. یک دسته سرباز تنها با استفاده از ابزار دستی می‌تواند خندقی مثلثی شکل به طول ۱۰۰ فوت (۳۰ متر)، عرض ۱۲ فوت (۳٫۷ متر) و عمق ۶ فوت (۱٫۸ متر) را در هفت ساعت و نیم حفر کند؛ یک خندق ذوزنقه‌ای شکل با ابعاد مشابه چهارده ساعت طول می‌کشد. تجهیز دسته به یک بیل مکانیکی ۰٫۵۷ متر مکعبی (۳/۴ یارد مکعبی) این زمان‌های حفاری را به ترتیب به چهار ساعت و نیم و نه ساعت کاهش می‌دهد. به‌طور جایگزین، یک دسته سرباز با یک مته مکانیکی و خرج تخریب کافی می‌تواند خندقی به طول ۱۰۰ یارد (۹۰ متر)، عرض ۳۰ فوت (۹ متر) و عمق ۳٫۷ متر (۱۲ فوت) را در دوازده ساعت منفجر کند.